# AMC・マタドールクーペ
マタドールクーペ（Matador coupe ）は、AMCが販売していたクーペである。

## 概要
1974年、AMCはマタドールベースのクーペを発表した。丸型2灯式のヘッドライトと丸型4灯式のテールランプが特徴。